# Gran Armería

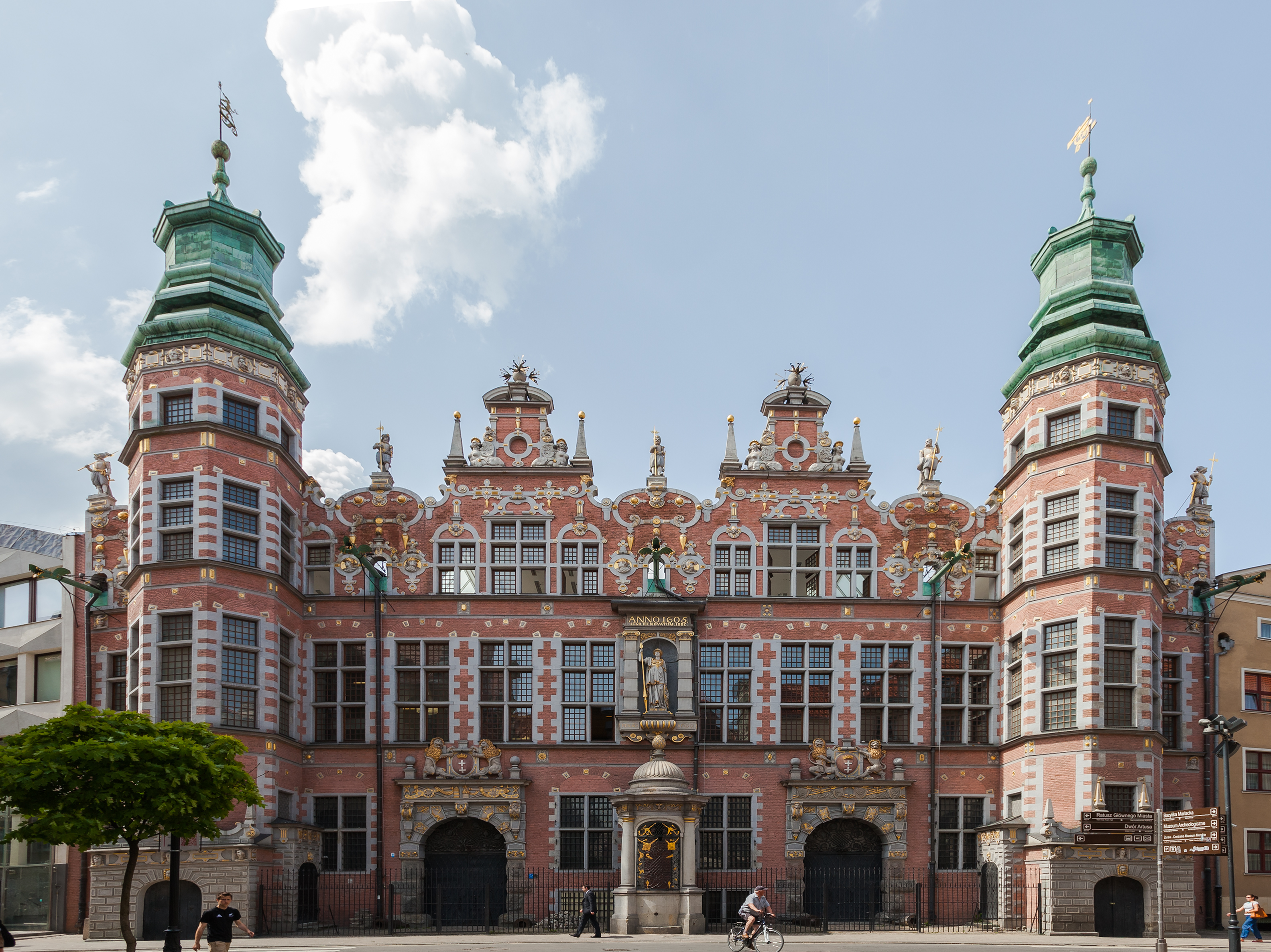
Frente oriental de la Gran Armería a Jopengasse

La Gran Armería (en polaco: Wielka Zbrojownia) de Gdansk (Polonia) se construyó entre 1600 y 1609 y probablemente fue construida según los planos del arquitecto Anton van Obberghen .

## Arquitectura
La armería, que sirvió como arsenal, es un ejemplo típico del manierismo flamenco en Gdansk. La fachada a ambos lados del edificio está dividida en frontones: cuatro en Holzmarkt y dos al lado este en dirección a la calle Jopengasse. A esto le siguen dos torres a los lados. La parte superior de los frontones está adornada con esculturas de bronce de balas de cañón, que indican claramente el propósito del edificio. Dos portales, cada uno con el escudo de armas de Danzig, están incorporados simétricamente en las superficies del frontón a la izquierda y a la derecha. Un nicho forma el elemento central de la fachada, en el que se encuentra una estatua de Atenea. En este nicho, los constructores han documentado las fechas de construcción y renovación (1605, 1768, 1887).
Hay una fuente frente al edificio que estaba conectada al arsenal en el sótano.
Las salas de la armería son utilizadas hoy por la Academia de Arte de Gdansk. También hubo tiendas en la planta baja desde la década de 1920 hasta 2007.

## Galería de imágenes

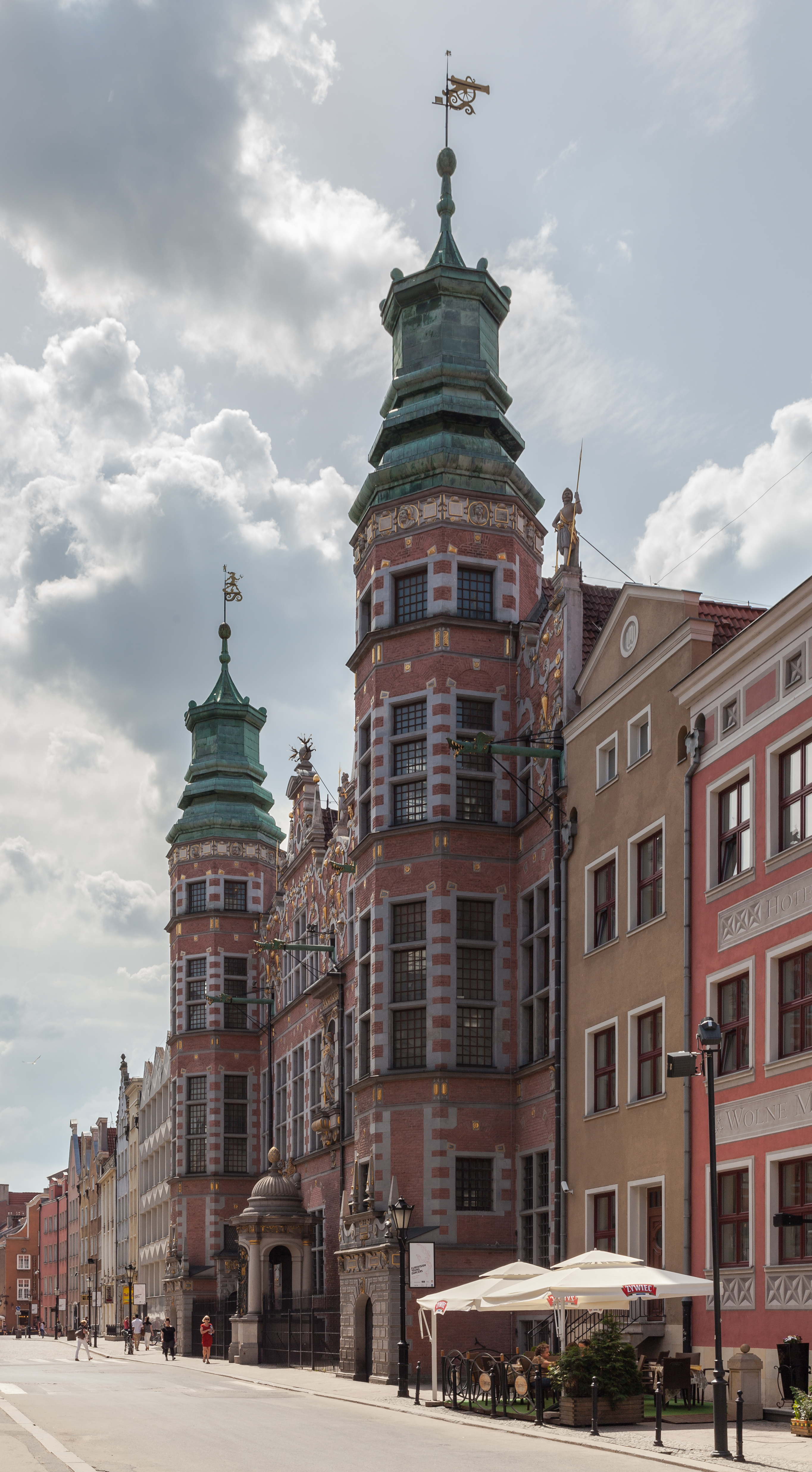
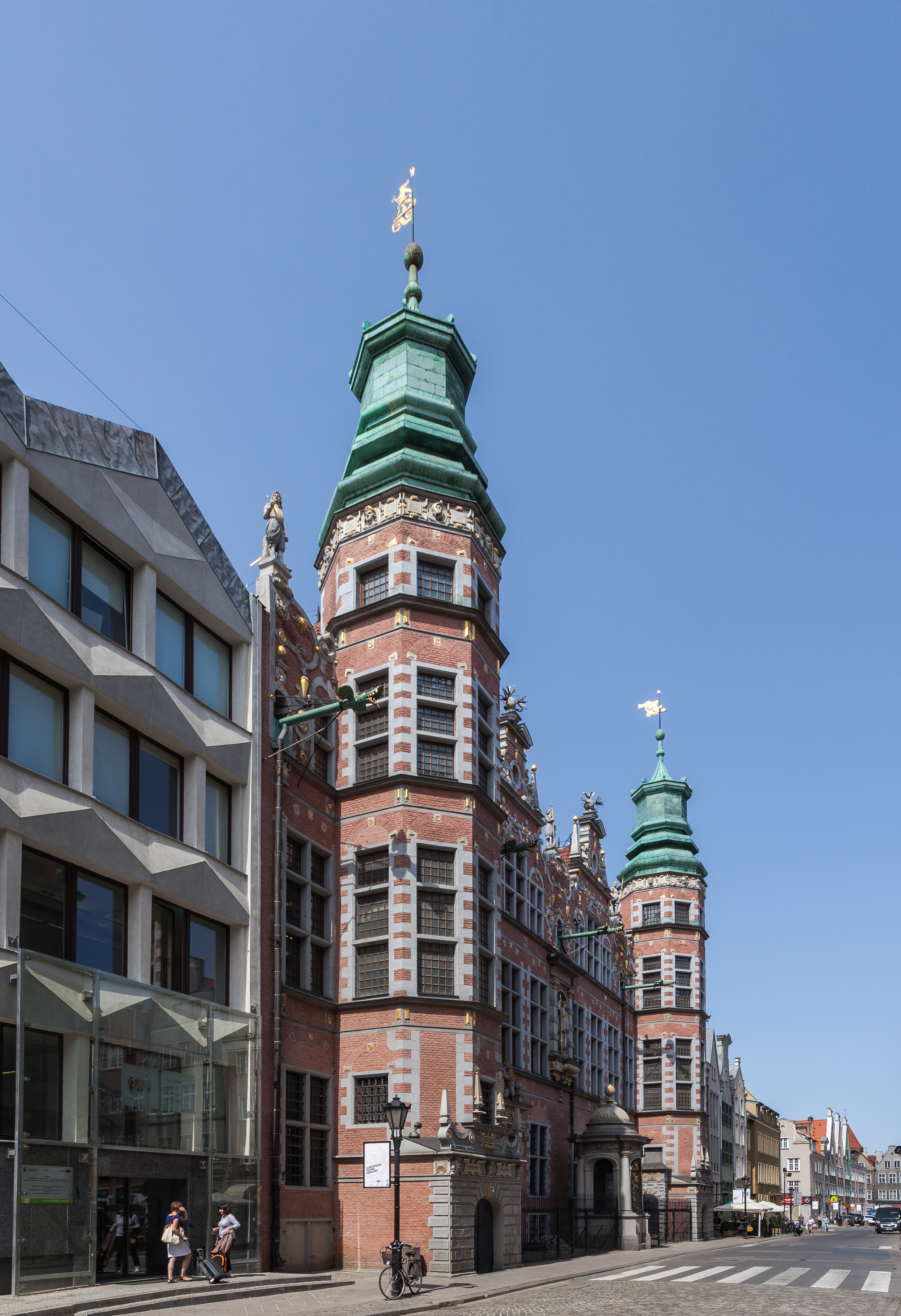
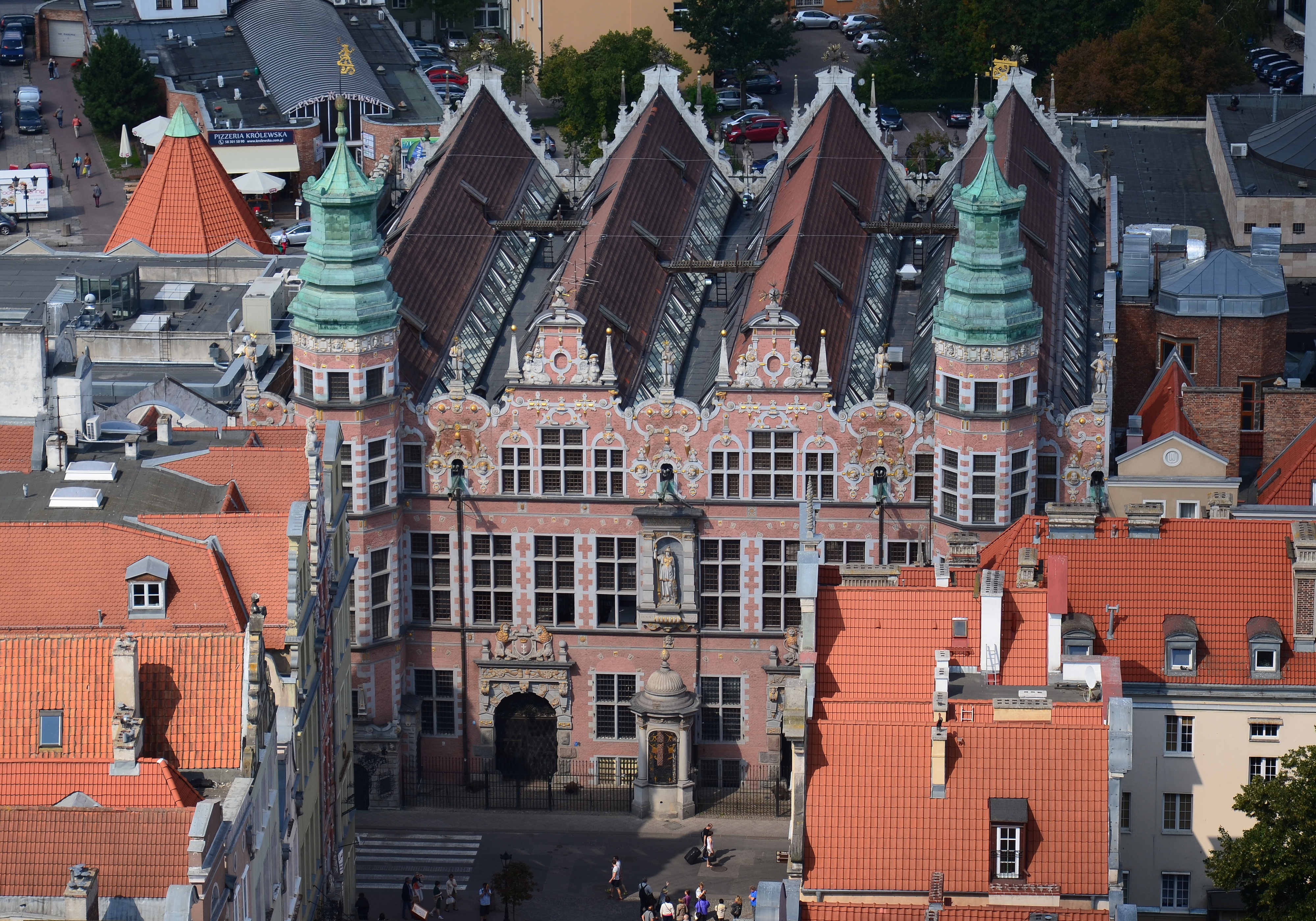
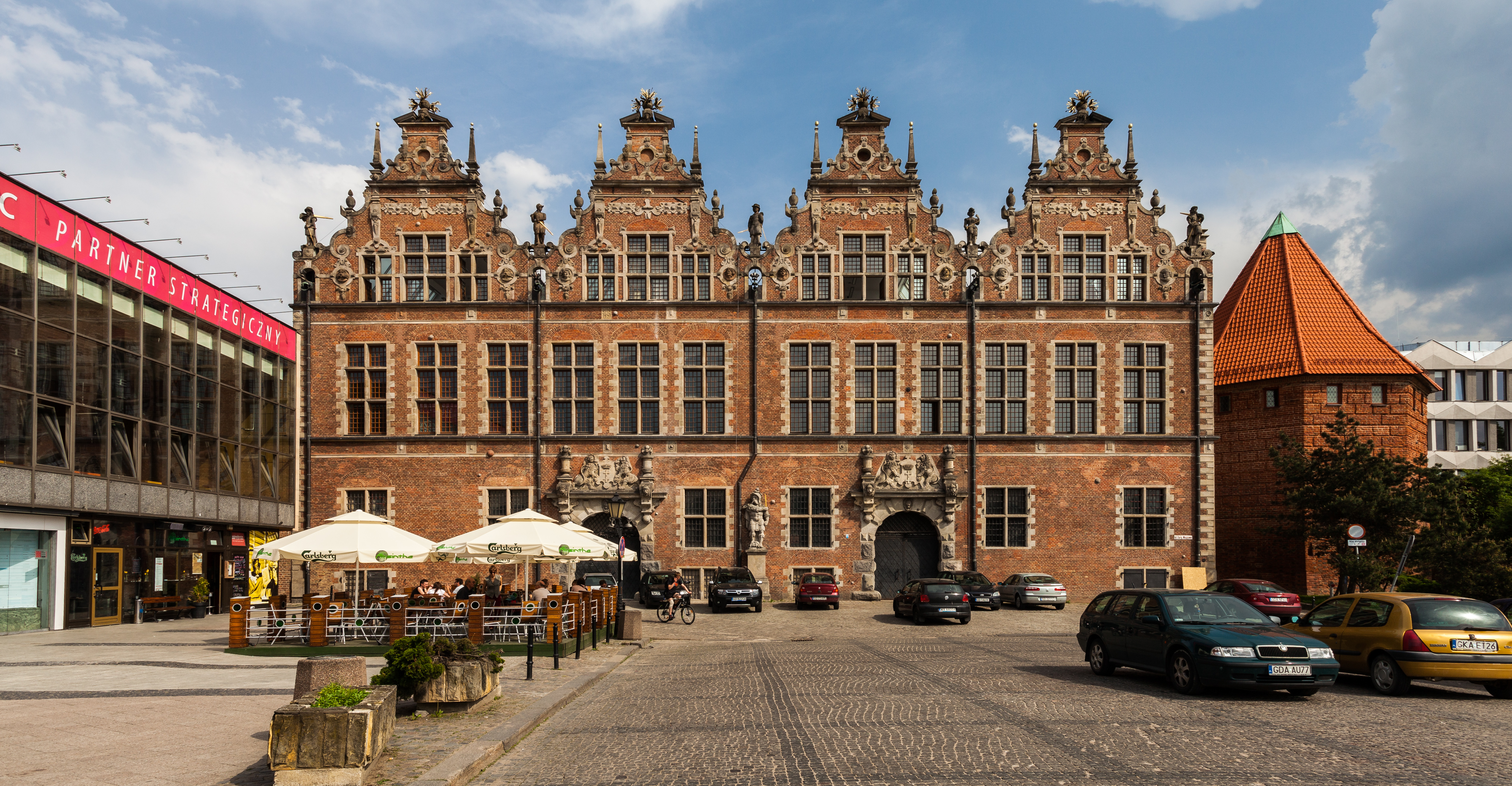
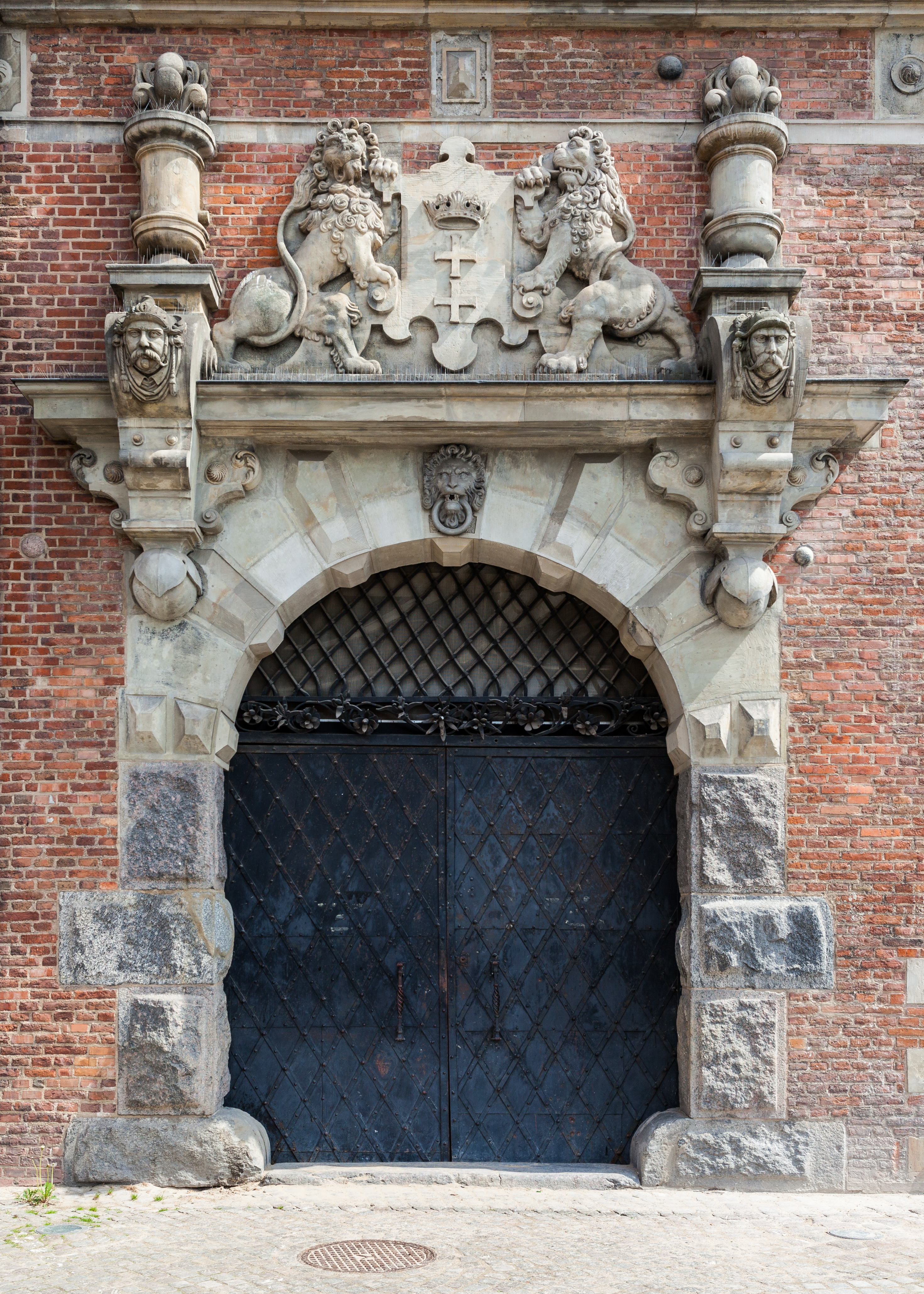